# En midsommarnattsdröm (film, 1999)
En midsommarnattsdröm (eng: A Midsummer Night's Dream) är en italiensk/brittisk/amerikansk romantisk komedifilm från 1999 i regi av Michael Hoffman. Filmen är baserad på William Shakespeares pjäs med samma namn, men med handlingen förlagd till 1890-talets Italien. I huvudrollerna ses Kevin Kline, Michelle Pfeiffer, Rupert Everett, Stanley Tucci, Calista Flockhart, Anna Friel, Christian Bale och Dominic West. Filmen hade svensk premiär den 15 oktober 1999.

## Rollista i urval
- Kevin Kline - Botten Vävare
- Roger Rees - Qvitten Timmerman
- Sam Rockwell - Flöjt Blåsbälgsflickare
- Gregory Jbara - Snugg Snickare
- Bill Irwin - Snut Kittelflickare
- Max Wright - Magerman Skräddare
- Michelle Pfeiffer - Titania, alvdrottningen
- Rupert Everett - Oberon, alvkonungen
- Stanley Tucci - Puck
- Anna Friel - Hermia, förälskad i Lysander
- Dominic West - Lysander
- Christian Bale - Demetrius, Hermias älskare
- Calista Flockhart - Helena, förälskad i Demetrius
- David Strathairn - Theseus, Hertig av Athen
- Sophie Marceau - Hippolyta, amazonernas drottning, förlovad med Theseus
- Robin Wright Penn - Mrs. Bottom
- Bernard Hill - Egeus, Hermias far